# Les Célibataires (Montherlant)
Les Célibataires est un roman d'Henry de Montherlant, paru en 1934 aux éditions Grasset.
Quand le roman paraît, il est considéré comme un renouvellement notable de l'auteur, de qui les deux romans précédents, Le Songe et Les Bestiaires, sont moins des romans de fiction que des fragments d'une autobiographie à peine transposée. Les Célibataires, parus d'abord dans la Revue des deux Mondes, ne font l'objet d'aucune polémique et reçoivent une approbation presque unanime. Le Grand prix de littérature de l'Académie française et le prix Northcliffe (anglais), donnés à Montherlant en 1934, consacrent le succès du roman.
Plusieurs éditions illustrées suivirent, dont en 1943 chez Flammarion par François-Martin Salvat, puis en 1964 par Gabriel Zendel aux éditions Lidis. 

## Résumé
Dès le début du roman, les deux vieux aristocrates célibataires, Monsieur Élie de Coëtquidan et Monsieur Léon de Coantré, vivant tous deux dans la demeure familiale, située boulevard Arago, sont confrontés au décès de la mère de Léon, Madame de Coantré. Celle-ci jouait un rôle de protectrice pour chacun d'eux. Avant de mourir, elle a recommandé à son fils de prendre soin de son oncle Élie dont elle s'était toujours occupée jusqu'alors. En réalité, Léon ne possède rien. Malgré les conseils de son notaire Maître Lebeau (réputé pessimiste par principe), qui l'exhorte à refuser les dettes de la succession de sa mère, il décide d'assumer financièrement celles-ci. Très vite il se retrouve ruiné et doit quitter avec son oncle Élie la maison familiale. Le roman raconte donc les difficultés diverses (financières, affectives...) que rencontrent les deux vieux célibataires.

## Personnages
Le roman met principalement en scène deux vieux aristocrates célibataires et désargentés : Léon de Coantré et son oncle Élie de Coëtquidan, qui vivent ensemble dans la maison familiale, 27 bis boulevard Arago à Paris. Élie est un septuagénaire, misanthrope, paresseux, bougon et toujours vierge, plus occupé par ses chats que par la vie qui l'entoure. Léon est un quinquagénaire incapable, effrayé par l'extérieur et par les autres ; il vit depuis toujours auprès de sa mère, ce qui lui évite même de sortir de son domicile les "bonnes années". N'ayant jamais cherché à se trouver une situation ni une place dans le monde, il s'intéresse davantage au travail manuel et aux besognes de la maison. Issus tous deux de l'aristocratie bretonne, Léon et Élie ne possèdent plus aucune fortune ni aucun prestige dans la société. Ils dépendent en fait tous deux financièrement de l'autre oncle de Léon et frère d’Élie, Octave de Coëtquidan. Ce dernier a réussi socialement dans le secteur bancaire grâce à l'appui d'un ami d'enfance et jouit d'une confortable situation. À ces personnages s'ajoute celui de Simone de Bauret, la nièce de Léon. Il s'agit d'une jeune femme indépendante et superficielle qui méprise ses vieux oncles, surnommés « les magots » (sans doute en référence à la figurine grotesque et ventrue, même si la référence à la somme d'argent cachée peut être prise ici avec ironie).

## Analyse
Les Célibataires sont une peinture réaliste et cruelle d'une aristocratie déliquescente. À la fois comique et pathétique, le roman offre un portrait saisissant de ces vieux garçons, ridicules et mesquins, mais aussi pitoyables dans leur abandon et leur misère affective. Le style de l’œuvre est remarquable comme souvent chez Montherlant, dans la minutie de sa description, sa force d'évocation, ses métaphores tranchantes de cynisme. Chaque personnage est campé de manière vivante et impitoyable, chaque travers souligné avec justesse et acuité.

## Adaptations à la télévision
- 1962 : Les célibataires, téléfilm réalisé par Jean Prat : Les célibataires sur BDFF